# Kostel Nanebevzetí Panny Marie (Oleksovice)
Kostel Nanebevzetí Panny Marie je farní kostel v římskokatolické farnosti Oleksovice, nachází se v centru městyse Oleksovice uprostřed hřbitova. Kostel je původně gotická stavba později přestavěna v letech 1500 a 1576. Kostel je v areálu spolu s karnerem chráněn jako kulturní památka České republiky.

## Historie
Kostel byl poprvé písemně zmíněn v roce 1220, nejstarší části kostela je presbytář, kostelní loď byla postavena až později. Přestavěna pak byla v roce 1576, kdy investorem byl opat louckého kláštera Freytag, předtím byl kostel pobořen ve válkách. V kostele se nachází tři oltáře, hlavní oltář je zasvěcen Nanebevzetí Panny Marie, jeho součástí je oltářní obraz od Josefa Winterhaltera, vedlejší jsou zasvěceny svatému Norbertovi a svatému Josefu. Do roku 1774 spadal kostel pod loucký klášter a do roku 1824 pod moravský náboženský fond a od tohoto roku spadal pod velkostatek lechovský.
Součástí areálu kostela je karner, tj. románská kulatá kostnice, ve kterém dříve býval stavěn Boží hrob.
Farní budova nedaleko kostela byla postavena v roce 1776.